# Meteorium helictophyllum
Meteorium helictophyllum là một loài Rêu trong họ Meteoriaceae. Loài này được (Mont.) Sull. miêu tả khoa học đầu tiên năm 1859.